# Isamu Chō
Isamu Chō (Fukuoka, 19 gennaio 1895 – Isola di Okinawa, 22 giugno 1945) è stato un generale giapponese.

## Biografia
Chō era nativo della prefettura di Fukuoka e nel 1916 si diplomò all'Imperiale Accademia dell'Esercito giapponese e poi nel 1928 si diplomò al Collegio di Guerra dell'esercito giapponese. Dopo incarichi minori, Chō venne assegnato al primo incarico all'estero al seguito della criticata Armata Kwantung con base nella Cina orientale. Egli fece ritorno in patria poco dopo per ottenere un ruolo attivo nella politica interna dell'esercito giapponese durante l'Incidente di marzo e durante l'Incidente di ottobre (assieme ad altri capi quali Kingoro Hashimoto, Jirō Minami, Sadao Araki dell'esercito, ed ai nazionalisti Ikki Kita, Shūmei Ōkawa, Kanichiro Kamei, Kozaburo Tachibana e Mitsuru Toyama). Egli fu inoltre tra i fondatori della società segreta "Sakura Kai", di spirito radicale, che si proponeva di detronizzare il governo democratico in favore di un regime socialista che avrebbe eliminato la corruzione.
Con l'inizio della Seconda guerra sino-giapponese, Chō divenne comandante del 74º reggimento di fanteria del Corpo spedizionario di Shanghai, di base nel Manciukuò. Durante la battaglia di Nanchino, egli fu aiutante di campo del principe Yasuhiko Asaka e si ritiene che gli sia stato complice nell'ordinare il noto massacro di prigionieri di guerra anche se ancora oggi gli storici discutono sul fatto se egli abbia solo eseguito gli ordini o abbia proposto delle sue idee al riguardo. Chō venne successivamente coinvolto in una serie di attacchi di confine tra il Manchuko e l'Unione Sovietica come Capo dello Staff della 26ª divisione di fanteria dal 1939 al 1940. Nel 1940 venne trasferito per breve tempo nel Taiwan ove si trovava una divisione giapponese e divenne capo dello staff del contingente spedizionario in Indocina dal 1940 al 1941.
Chō fu vice capo dello staff del bureau degli affari militari nel ministero della guerra giapponese nel 1941 e prese parte alla pianificazione strategica dell'invasione giapponese dell'Asia sud orientale. Dal 1941 al 1942 egli accompagnò l'armata meridionale nell'Indocina francese e presenziò come ufficiale della 14ª armata nelle Filippine. Dal 1942 al 1944, Chō fu comandante della 10º gruppo di fanteria(Dai 10 Hohei-Dan(第10歩兵団)) della 10ª divisione di stanza nel Manciukuò. Nel marzo 1944 egli prestò servizio come comandante della 1ª brigata mobile, venendo poi promosso a Generale di divisione nel marzo 1945. Sempre nel 1945 Chō divenne capo dello staff della 32ª armata giapponese durante la battaglia di Okinawa e sovrintese le elaborate fortificazioni sotterranee del Castello di Shuri, ma dovette ben presto cedere ai pesanti attacchi delle truppe americane. Giunto quasi alla sconfitta compì un suicidio rituale assieme al suo superiore, il generale Mitsuru Ushijima, il 22 giugno 1945 piuttosto che cadere prigioniero dei nemici.